# Marschall Schaposchnikow
Die Marschall Schaposchnikow (BPK 543) ist ein russischer Zerstörer der Udaloy-Klasse. Das Schiff wurde 1985 in Dienst gestellt und ist Teil der russischen Pazifikflotte. Das Schiff ist nach Boris Michailowitsch Schaposchnikow benannt, einem Marschall der Sowjetunion.
Anlässlich des G20-Gipfels in Brisbane (Australien) zeigte ein Verband von vier Schiffen im November 2014 Flagge vor der Küste Australiens, nämlich das Flaggschiff der Pazifikflotte, die Warjag, die Schaposchnikow sowie zusätzlich die Fregatte Jaroslaw Mudry und ein Versorgungsschiff. Das G20-Treffen wurde von dem russischen Krieg in der Ukraine überschattet.

## Umrüstung
Von 2020 bis 2022 wurde das U-Boot-Abwehrschiff einer umfassenden Modernisierung unterzogen und als Fregatte requalifiziert. Sie erhielt eine Senkrechtstartanlage für Flugkörper für 16 Lenkflugkörper der Typen Kalibr, Oniks oder Zirkon, das Uran-Seezielflugkörpersystem mit 8 3M24-Lenkraketen, eine neue Artillerie-Lafette vom Typ AK-100 (Kaliber 100 mm) und neue elektronische Ausrüstung. Das Schiff soll mit 16 Kalibr-Marschflugkörpern, 8 Uran Anti-Schiffsraketen, 64 Kinschal-Luftabwehrraketen, 8 Torpedo-Rohren und 2 Werfern für Anti-U-Boot-Raketen bestückt sein. Dazu kommen zwei Hubschrauber, eine Kanone im Kaliber von 100 Millimetern und vier 30-Millimeter-Gatling-Kanonen.